# White Town
White Town, pseudonimo di Jyoti Mishra (Raurkela, 30 luglio 1966), è un cantante indiano naturalizzato britannico.

## Biografia
White Town è spesso considerato un one-hit wonder per il singolo del 1997 Your Woman, notevole successo in tutto il mondo, arrivato alla prima posizione in Inghilterra.
Mishra spesso conferisce ai propri brani caratteri politici, velatamente nascosti sotto l'aspetto di rapporti interpersonali (accadeva anche in Your Woman). Anche per tale ragione Mishra fu licenziato dalla EMI Records nel 1997, ed ha potuto lavorare solo per etichette indipendenti come la Parasol Records. Il suo album del 2000 Peek & Poke, ha ricevuto critiche entusiaste , ma si è dimostrato un disastro commerciale.
Nel 2005, White Town ha partecipato alla canzone The Pnac Cabal nell'album di beneficenza Voyces United for UNHCR. Nel 2006 ha pubblicato un nuovo EP, dal titolo A New Surprise, per l'etichetta svedese indipendente Heavenly Pop Hits, seguito a ruota dall'album Don't Mention the War, primo lavoro dell'etichetta Bzangy Records, fondata proprio da Mishra.

## Discografia

### Album
| Anno | Titolo                        | Etichetta       |
| ---- | ----------------------------- | --------------- |
| 1994 | Socialism, Sexism & Sexuality | Parasol Records |
| 1997 | Women in Technology           | Chrysalis/EMI   |
| 2000 | Peek & Poke                   | Bzangy Groink   |
| 2006 | Don't Mention The War         | Bzangy          |

### Singoli
| Anno | Titolo              | Etichetta         |
| ---- | ------------------- | ----------------- |
| 1990 | White Town          | Satya             |
| 1990 | Darley Abbey        | Biscuit           |
| 1991 | All She Said        | Parasol Records   |
| 1991 | Alain Delon         | Parasol Records   |
| 1992 | Fairweather Friend  | Elefant Records   |
| 1992 | Bewitched           | Parasol Records   |
| 1996 | Abort, Retry, Fail? | Parasol Records   |
| 1997 | Your Woman          | Chrysalis/EMI     |
| 1997 | Undressed           | Chrysalis/EMI     |
| 1998 | Another Lover       | Parasol Records   |
| 2006 | A New Surprise      | Heavenly Pop Hits |